# گریدل (قالب نشانه گذاری)
جی‌آردی‌دی‌ال (به انگلیسی: GRDDL) (که گریدل تلفظ می‌شود) یک قالب نشانه گذاری برای خوشه چینی توصیف منابع از لهجه‌های زبان‌ها (به انگلیسی: Gleaning Resource Descriptions from Dialects of Languages) می‌باشد. این تکنیک یک پیشنهاد ائتلاف وب‌جهان‌گستر می‌باشد، و به کاربران امکان استخراج سه تایی‌های RDF را از اسناد XML (شامل XHTML) می‌دهد. مشخصات GRDDL مثال‌هایی با استفاده از XSLT را نشان می‌دهد، با این حال، این زبان آنقدر انتزاعی در نظر گرفته شده‌است که امکان پیاده‌سازی‌های دیگر را نیز می‌دهد. در ۱۱ سپتامبر سال ۲۰۰۷ این روش تبدیل به یک پیشنهاد W3C شد.

## سازوکار

### XHTML و تبدیلات
یک سند تبدیلات مرتبط را با استفاده از چندین روش مشخص می‌کند.

برای مثال، یک سند XHTML می‌تواند شامل نشانه گذاری به این شیوه باشد:
```
<head
 
profile=
"http://www.w3.org/2003/g/data-view

http://dublincore.org/documents/dcq-html/

http://gmpg.org/xfn/11%22>

<link rel="
transformation"
 
href=
"grokXFN.xsl"
/>

```

مشتریان سند از طریق متن زیر در ویژگی profile عنصر head می‌فهمند که تبدیلات GRDDL در این صفحه در دسترس می‌باشد:
```
http://www.w3.org/2003/g/data-view

```

تبدیلات در دسترس از طریق یک یا بیشتر عنصر link آشکارسازی می‌شوند:
```
<link
 
rel=
"transformation"
 
href=
"grokXFN.xsl"
/>

```

این کد برای فقط XHTML 1.x درست است. ویژگی profile از HTML5، و نیز سریال سازی‌های XML آن حذف شده‌است.

### میکروفرمت‌هاو تبدیلات مشخصات
اگر یک صفحه XHTML شامل میکروفرمت باشد، معمولاً یک profile بخصوص وجود دارد.

برای مثال، یک سند با اطلاعات hcard باید این عنصر را داشته باشد:
```
 
<head
 
profile=
"http://www.w3.org/2003/g/data-view
 
http://www.w3.org/2006/03/hcard%22
>

```

پس از واکشی http://www.w3.org/2006/03/hcard دارای دو بخش زیر است:
```
<head
 
profile=
"http://www.w3.org/2003/g/data-view%22
>

```

و
```
<p>
Use
 
of
 
this
 
profile
 
licenses
 
RDF
 
data
 
extracted
 
by

   
<a
 
rel=
"profileTransformation"
 
href=
"../vcard/hcard2rdf.xsl"
>
hcard2rdf.xsl
</a>

    
from
 
<a
 
href=
"http://www.w3.org/2006/vcard/ns%22
>
the
 
2006
 
vCard/RDF
 
work
</a>
.

</p>

```

یک عامل مطلع از GRDDL می‌تواند به کمک profileTransformation همه ی داده‌های hcard را از صفحاتی که آن پیوند را ارجاع می‌دهند، استخراج کند.

### XML و تبدیلات
به روشی مشابه XHTML، تبدیلات GRDDL می‌توانند به اسناد XML متصل گردند.

### تبدیلاتفضای نامXML
مشابه با یک profileTransformation یک فضای نام XML می‌تواند یک تبدیل مرتبط با خود داشته باشد.
این کار امکان می‌دهد که همهٔ لهجه‌های XML (برای مثال KML، یا Atom) بتوانند RDFهای معنا داری تهیه کنند.

یک سند XML به سادگی به یک فضای نام اشاره می‌کند
```
<foo
 
xmlns=
"http://example.com/1.0/%7B%7Bdead link|date=October 2017 |bot=InternetArchiveBot |fix-attempted=yes}}"
>

   
<!-- document content here -->

</foo>

```

پس از واکشی، http://example.com/1.0/ به یک namespaceTransformation اشاره می‌کند.
این کار امکان می‌دهد تا مقادیر بسیار زیادی از داده‌های XML موجود که به صورت رام نشده‌اند، با حداقل تلاش از سوی نویسندهٔ فضای نام، تبدیل به RDF/XML بشوند.

### خروجی
پس از آنکه یک سند تبدیل شد، نمایش RDF از آن داده موجود است.
این خروجی معمولاً در پایگاه داده قرار داده می‌شود، و از طریق SPARQL پرس و جو می‌شود.

## پیاده‌سازی‌ها
مشتریان GRDDL (که عامل‌های مطلع از GRDDL هم شناخته می‌شوند)
- OpenLink Virtuoso از طریق سیستم کارتریج Sponger
- XML_GRDDL یک کتابخانهٔ نیمه سازگار با PHP 5
- پیاده‌سازی‌های دیگر را ببینید.